# 稲羽ふれあいセンター
稲羽ふれあいセンター（いなばふれあいセンター）は、岐阜県各務原市にある各務原市が運営する公共施設。

## 概要
各務原市稲羽地区の公共施設であり、行政施設の「稲羽市民サービスセンター」と集会施設の「稲羽コミュニティセンター」の複合施設である。2010年（平成22年）4月1日開館。1階が稲羽市民サービスセンター、1階と2階が稲羽コミュニティセンターである。
この地には稲羽町役場があり、各務原市発足後は市役所稲羽支所として使用されていた。建物の老朽化もあり稲羽支所を含める複合施設を建設することになり、1973年（昭和48年）9月1日に（仮称）稲羽中央学習等供用施設で起工式を行い、1974年（昭和49年）4月、稲羽福祉センター（市役所稲羽支所を兼務）として開館。その後稲羽福祉センターも老朽化のため、隣接して稲羽ふれあいセンターが開館。旧・稲羽福祉センターの建物は2020年（令和2年）に解体された。

## 稲羽市民サービスセンター

### 取り扱い業務
- 住所変更の手続き（転入、転出、転居など）
- 戸籍の届出（出生届、結婚届など）
- 住民票、戸籍などの謄本・抄本の発行
- 印鑑登録、印鑑登録証明書の発行
- 所得証明、資産証明などの税証明の発行
- 国民健康保険、国民年金の加入・脱退などの手続き
- 税金、保険料など公金の収納
- 市役所へ提出する届書の取り次ぎ

### 業務時間
- 月曜日から金曜日の8時30分から17時30分（土曜日・日曜日・祝日・年末年始を除く）

## 稲羽コミュニティセンター

### 施設内容
- 集会室（2か所）
- 会議室
- 遊戯室
- 研修室
- 休養室（和室）

### 開館時間
- 9時から21時　（年末年始（12月29日～1月3日）を除く）

## 所在地
- 岐阜県各務原市上戸町3丁目324

## アクセス

### 道路
- 国道21号「三井町」交差点から南へ約1,200m。

### 公共交通機関
- 各務原市ふれあいバス 稲羽線「稲羽コミュニティセンター」バス停より徒歩すぐ。